# Altösterreichischer Tümmler
|  | Dieser Artikel wurde aufgrund von formalen oder inhaltlichen Mängeln in der Qualitätssicherung Biologie zur Verbesserung eingetragen. Dies geschieht, um die Qualität der Biologie-Artikel auf ein akzeptables Niveau zu bringen. Bitte hilf mit, diesen Artikel zu verbessern! Artikel, die nicht signifikant verbessert werden, können gegebenenfalls gelöscht werden. Lies dazu auch die näheren Informationen in den Mindestanforderungen an Biologie-Artikel. |

Der Altösterreichische Tümmler, auch Wiener Kiebitz genannt, ist eine Taubenrasse. Mit ihrem weißen Bauch und dem schwarzen Brustband erinnert die Rasse entfernt an die Färbung des Kiebitz. Sie stammt wahrscheinlich ursprünglich aus Indien und kam durch die Türkenbelagerungen 1529 oder 1683 nach Wien. Hier etablierte sie sich und stellt heute vermutlich den Urahn aller bekannten Wiener Tümmlerrassen wie die Wiener Ziertümmler oder die Wiener Kurzen dar.